# 大蔵三丁目公園
大蔵三丁目公園（おおくらさんちょうめこうえん）は、東京都世田谷区内の外縁、東京都世田谷区大蔵3丁目にある世田谷区立の公園（大蔵緑地公園）。
東京都の緑の骨格となっている国分寺崖線上に位置している数少ない湧水を伴う斜面林が残され、区内の貴重な自然として認識されているが、20年間以上も手をつけずにおかれた斜面林が、常緑樹の多い高密度の暗い林となり、一部にネザサも繁茂していた。明るい樹林を好む生物や植物の種類は減少し、同時に住宅への日照障害、ゴミの投棄、防犯·防災上の諸問題が発生していた。このような問題に対して「斜面林の潜在的な自然の資質を低下させることなく、近隣住民の不満を解消していく」ということが求められた。このため、1992年1月から1994年9月まで改良事業が行われた。設計は山本紀久(全体監修)、矢澤光一、小園茂(調査+ワークショップ)藤田泰介、丸山英幸、高林則之(基本~実施設計)で、施工は小金井造園、小川植木が担当。
具体的には、大蔵の自然を住民が理解し、それを大切にする意識を高め、改修の目標を定めて、住民自らが管理に参画していく道筋をつけることが重要と考え、観察会や懇親会などの住民とのやり取りを通じて理解と合意を得、計画·設計を進められた。住民が総論として賛成している「自然のイメージ」を、住民の立場から見た「良し」「悪し」を地元の専門家の協力を得て、客観的な事実として明らかにし、具体目標を住民といっしょに考え合意していく。総論賛成、各論反対をいかに調整するか、個別の場所や人の生活の快適性に関する問題については、「自然」の具体目標と矛盾しない方向で具体案を基本設計レベルで作成し、調整合意した。